# Marius Bear
Marius Bear (Schlatt-Haslen, 1993. április 21. –) svájci énekes és dalszerző. Ő képviseli Svájcot a 2022-es Eurovíziós Dalfesztiválon, Boys Do Cry című dalával.

## Pályafutás
Bear 2016-ban felhagyott azzal a tervével, hogy építőipari gépszerelő legyen, hogy utcazenészként turnézhasson Németországban és Svájcban. Az egyik fesztiválon megismerkedett egy híres producerrel, aki meghívta New Yorkba, és hamarosan az ottani svájci művészeti és kreatív művészeti szcéna részévé vált. A világjáró 2017-ben ismét útra kelt, és az Egyesült Királyságba indult.
Ez a szó szerinti önfelfedező utazás vezetett végül első albuma, a Not Loud Enough megjelenéséhez, amely a svájci albumlisták Top 20-as listájára repítette.
2017-ben egy évig zenei produkciót tanult a londoni British and Irish Modern Music Institute-ben (BIMM).

## Diszkográfia

### Albumok
- 2018: Sanity
- 2019: Not Loud Enough
- 2022: Boys Do Cry

### Kislemezek
- 2018: Remember Me
- 2020: I Wanna Dance with Somebody (Who Loves Me)

## Kitüntetés
- 2019: Swiss Music Awards – Kategória: Best Talent[4]